# Dany Brillant
Pour les articles homonymes, voir Brillant et Daniel Cohen.
 (février 2014).
 (août 2019).
Daniel Cohen-Biran, dit Dany Brillant, est un chanteur et acteur français, né le 28 décembre 1965 à Tunis.

## Biographie
Daniel Cohen-Biran naît à Tunis en 1965. Alors qu'il a un an, ses parents quittent la Tunisie pour s'installer en France, à Sainte-Geneviève-des-Bois.  
Sa famille fuit la montée de l'antisémitisme dans le contexte des tensions israélo-arabes qui débouchent sur la guerre des Six Jours en Israël. Son père commence une nouvelle vie professionnelle. 
Alors qu'il a douze ans, sa famille quitte Sainte-Geneviève-des-Bois pour Paris où son père ouvre une épicerie.
En 1982, à 16 ans, il obtient son baccalauréat scientifique. 
En 1986, il arrête ses études de médecine et s'installe dans le quartier Saint-Germain-des-Prés à Paris.
Avec un voisin saxophoniste, il chante aux terrasses des bistrots du Quartier latin.
Jacques Boni, patron du cabaret Aux Trois Mailletz, le repère et l'engage pour une semaine ; il y reste finalement cinq ans[réf. souhaitée].

### Premiers pas dans l'écriture
À vingt ans, il s'inscrit au cours Florent. 
Francis Huster, qui tourne alors le film On a volé Charlie Spencer (avec Béatrice Dalle), l'engage pour une figuration et lui demande d'interpréter une chanson. Dany Brillant compose ainsi le titre Suzette, prénom du personnage joué par Béatrice Dalle. Francis Huster approuve. Quelques mois plus tard, Dany Brillant apprend que sa chanson et son petit rôle ont été retirés du montage final du film. 
Dès l'été 1986, Dany Brillant, accompagné d'un petit orchestre (batterie, basse, piano, saxophone) chante Suzette. La chanson plaît et a plus de succès que les reprises qu'il interprète[réf. nécessaire]. 
Il écrit alors d'autres chansons, telles que Viens à Saint-Germain puis Y'a qu'les filles qui m'intéressent.
Il participe à quelques castings de théâtre, sans succès. Gagnant sa vie grâce à la musique, il quitte finalement le cours Florent.
Il découvre dans les salles du Quartier latin les grands réalisateurs italiens et les films d'Orson Welles. Il écrit ses chansons comme des petits scénarios avec, en tête, les images qui pourraient les accompagner.
Un soir de 1990, un ami de Dany Brillant passe au cabaret. Il le met en contact avec un directeur de chez Warner, qui lui propose un contrat pour trois albums[réf. souhaitée].

### Premier album:C'est ça qui est bon
Dany Brillant apprécie l’esprit de Saint-Germain et se passionne pour ce quartier où se rencontrent les arts et les hommes, les galeries et les boulevards, les stars et les gens[Interprétation personnelle ?]. Il veut donc recréer, pour son premier enregistrement, l’ambiance feutrée des cabarets de jazz[réf. souhaitée]. Il joue de la guitare et compose les dix titres de l'album.
L'album sort en 1991 puis le single 
Suzette en 1992, avec un grand succès. Le clip de Suzette est réalisé par Didier Le Pêcheur, qui tourne ensuite la plupart des vidéos suivantes du chanteur.  
Dany Brillant continue aux Trois Mailletz pendant six mois avant de faire le Bataclan et une tournée qui ne marche pas beaucoup[réf. souhaitée]. 
Son album dépasse les 350 000 exemplaires vendus. Les singles suivants Y'a qu'les filles qui m'intéressent et Viens à Saint-Germain confirment son succès.

### C'est toi
En 1993, Dany Brillant prépare son deuxième album : C'est toi. Quarante musiciens, dont une vingtaine de cuivres et de cordes, forment un big band de latin-jazz, dirigé par le pianiste et vibraphoniste cubain Rembert Egües.
À la rentrée[évasif], Dany Brillant entame sa première tournée dans plus de soixante-dix villes françaises. 
En octobre, il se produit à l'Olympia de Paris. 
Trois mois plus tard, il est  au Casino de Paris, avec une prolongation de quatre dates. Sur scène, il s'accompagne de dix musiciens. Son tour de chant comporte une reprise, Le Poinçonneur des Lilas, en hommage à Serge Gainsbourg. 
C'est toi est sacré double disque d'or. Les singles et les clips extraits de l'album restent dans l'univers du cinéma de Dany Brillant.

### Havana
Dany Brillant compose et enregistre son troisième album à La Havane, sous la direction de Rembert Egües et Alain Pewzner, accompagné de trente musiciens.
L'album devient disque de platine et atteint la 10e place en France en 1996, porté par le single Quand je vois tes yeux. 
Brillant reprend le chemin de la scène ; la tournée est prolongée de concerts supplémentaires.
En avril 1997, il fait l'ouverture du 21e Printemps de Bourges. Il choisit la maison de disques Columbia.

### Nouveau Jour
Pour son quatrième opus, Dany Brillant choisit un studio en plein cœur de Londres. Comme pour Cuba précédemment, il avoue planifier les lieux de ses enregistrements plusieurs années à l'avance, l'Angleterre étant l'une de ces destinations. 
Nouveau Jour atteint la place no 19 en France en 1999.
Les dix titres de l'album sont composés de colorations musicales variées (Garde la danse avec ses instruments indiens ou Toi et moi et son ambiance de musique de film), mais aussi un ton nouveau dans les textes tour à tour ironiques (Quand je s’rai beau), critiques (Dieu ; Garde la danse ; Toi et moi) ou introspectifs (Nous avions décidé)[Interprétation personnelle ?].

### Dolce Vita
L'enregistrement de ce cinquième opus débute à Rome, dans la crypte d'une église aménagée en studio d'enregistrement[réf. souhaitée]. Les séances de travail sont orchestrées par l'ingénieur du son et producteur Mick Lanaro. 
Lanaro demande à l'artiste d'interpréter ses chansons en s'accompagnant simplement à la guitare. Pour étoffer cette base, il invite des musiciens italiens pour les mandolines, les cordes et les chœurs. Une partie est enregistrée en France.
En 2001, l'album est à la neuvième place en France ; il est suivi d'une tournée. Plus de cent dates sont signées en province, trois Olympia, trois Grand Rex et deux Théâtre Mogador, tous complets[source secondaire souhaitée].

### Jazz… à La Nouvelle-Orléans
Dany Brillant, pour son sixième album, aborde le jazz tendance crooner avec grand orchestre. Cet album est enregistré à La Nouvelle-Orléans. Matt Lemmler est aux arrangements, et Tracey Freeman à la réalisation. 
Il est classé no 5 en France en 2004.
Les chansons sont d'abord testées auprès de son public lors d'une tournée antérieure, puis peaufinées dans leur écriture, Dany Brillant attache une importance primordiale à ce qu’elles soient enregistrées rapidement[réf. souhaitée].
Pour autant, il ne se prépare jamais autant à des sessions d’enregistrement de toute sa carrière[réf. souhaitée], au point qu'il prend des cours de chant.
À la suite de cet album, Dany Brillant part près de deux ans pour une tournée dans toute la France. C'est aussi avec cet album qu'il se produit au Petit Journal Montparnasse, puis au Casino de Paris[source secondaire souhaitée].
Lors de cette tournée, Dany Brillant enregistre un live audio et vidéo.

### Histoire d'un amour
Histoire d'un amour, c'est l'histoire des deux amours de Dany Brillant : la chanson et la danse. Tango, mambo, swing, bossa, rock, slow… Dany décline ces rythmes latino-jazz en 12 reprises de chansons populaires et d'origines diverses.
Cet album est classé no 3 en France en 2007. Il reçoit un disque de platine (plus de 350 000 exemplaires vendus). Il donne lieu en septembre 2007 à trois dates au Palais des congrès de Paris, devant plus de 12 000 personnes[réf. nécessaire]. 
En 2008, commence la tournée intitulée « Voulez-vous danser avec moi ? », transformant les Zéniths de Province en pistes de danse géantes. Elle se termine par une date à Paris-Bercy.

### Puerto Rico
En 2009, sort Puerto Rico, un album de salsa ; il se vend de façon notable.
En 2011, Dany Brillant passe l'année sur les planches de théâtre et devant la caméra. Il joue la pièce de boulevard Mon meilleur copain, d'Éric Assous, dans le rôle d'un séducteur manipulateur et mythomane ; l'accueil du public est favorable. 
La pièce est jouée plus de quatre mois à Paris. En parallèle, il joue son propre rôle en invité dans le film La Vérité si je mens ! 3.

### Le Dernier Romantique
En 2014, Dany Brillant sort l'album Le Dernier Romantique, hommage au slow et à l'amour.
Marqué par les attentats de 2015 en France, il s'isole, même dans sa vie privée, jusqu'en 2018. 

### Rock and Swing
En 2018, il publie un dixième opus orienté rock 'n' roll : Rock and Swing.

### Dany Brillant chante Aznavour: La Bohème

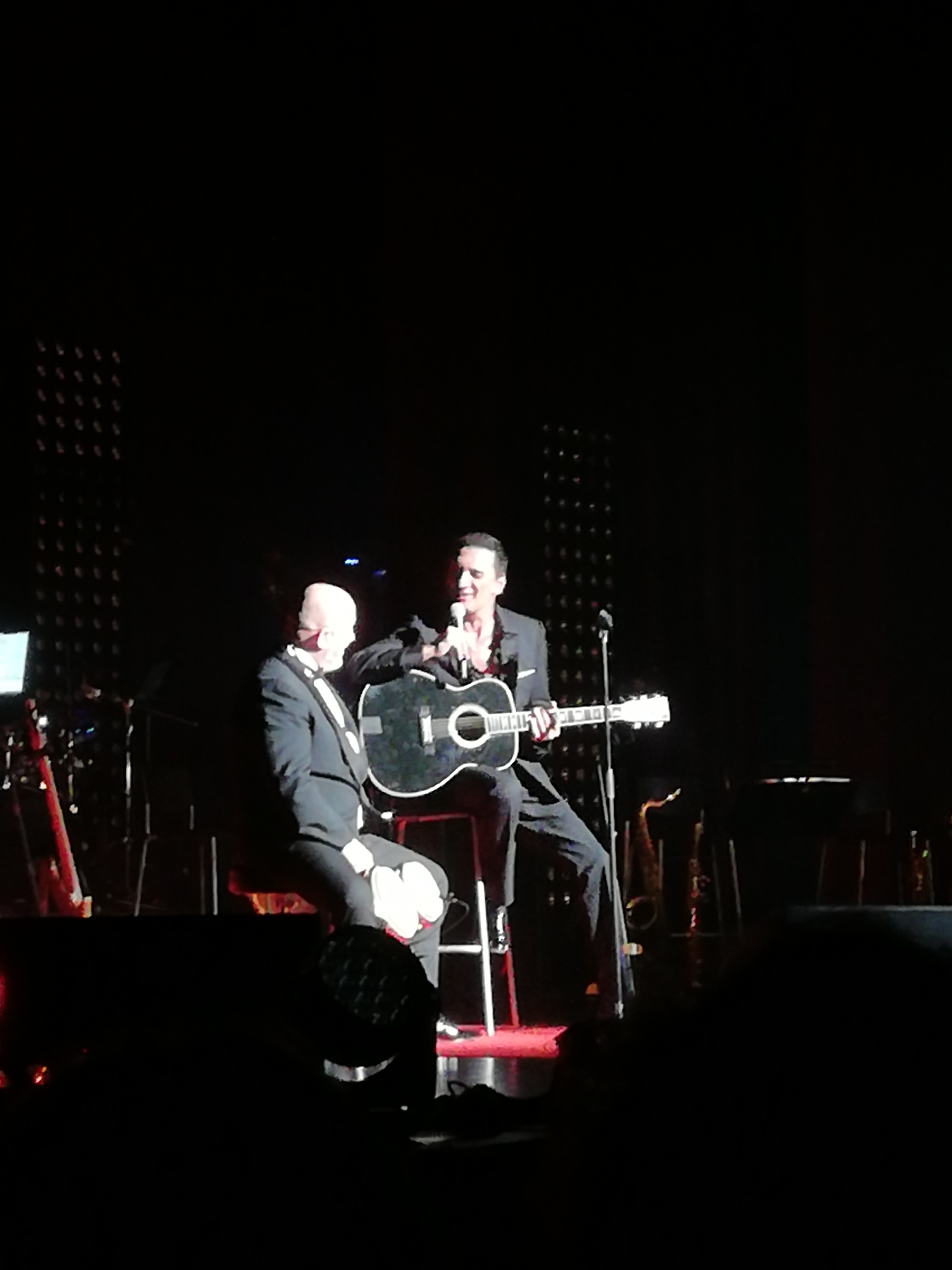
François Constantin et Dany Brillant, au théâtre d'Yerres en octobre 2021.

Le 16 octobre 2020, il publie un album de reprises des plus grands succès de Charles Aznavour, mort deux ans plus tôt.
Un second volume, Dany Brillant chante Aznavour en duo, est publié le 8 octobre 2021. 
Brillant commence une tournée dont le programme (la setlist) est principalement constitué de ces reprises.

### Vie privée
Dany Brillant est le père de Léah, née en 1993, de son premier mariage avec une étudiante en histoire de l'art, dont la voix s'entend dans la chanson Léah de l'album Puerto Rico, sorti en 2009. 
Avec sa compagne, Nathalie Moury, rencontrée au Festival de Cannes en 2008 et fille de l'entrepreneur liégeois Georges Moury, il est le père de deux garçons, prénommés Lino (né en 2010) et Dean (né en 2012), en hommage à Lino Ventura et Dean Martin,. Le couple se sépare en 2025.[réf. nécessaire]

## Principales chansons
- C'est toi
- Dans les rues de Rome (célèbre tarentelle reprise dans l'album Dolce Vita, 2001)
- Dieu
- Histoire d'un amour
- Laissez-nous passer
- Léah
- Ma fiancée, elle est partie
- Quand je vois tes yeux (no 21 en France en 1996)
- Redonne-moi ma chance
- Suzette (succès de l'année 1992, c'est la chanson qui l'a fait connaître, classée no 3 en France)
- Tant qu'il y aura des femmes (2001, classée no 47 en France en 2002)
- Tu vuo' fa' l'americano
- Viens à Saint-Germain
- Y'a qu'les filles qui m'intéressent (no 40 en France en 1992)

## Filmographie

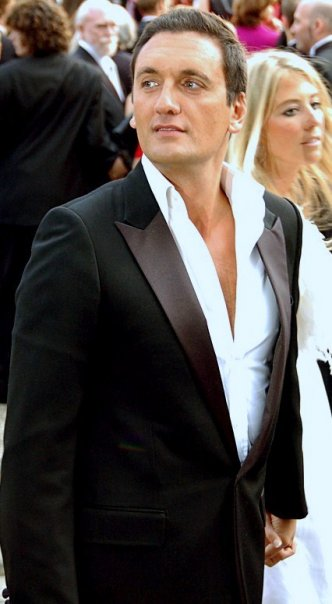
Dany Brillant et sa compagne Nathalie au festival de Cannes 2008.

Sauf indication contraire, les informations mentionnées dans cette section peuvent être confirmées par les bases de données cinématographiques  présentes dans la section « Liens externes ».

### Cinéma
- 1995 : Le Nouveau Monde : le chanteur
- 1996 : Des nouvelles du bon Dieu
- 2004 : Les Seins de ma prof d'anglais : Monsieur Lambert
- 2006 : Changement d'adresse : Julien
- 2008 : Astérix aux Jeux olympiques : le goûteur de miroir
- 2008 : Le Grand Alibi : Michel - le chauffeur et factotum de Léa
- 2009 : Fais-moi plaisir ! : Rudolph
- 2012 : La Vérité si je mens ! 3 : lui-même
- 2023 : Le Petit Blond de la Casbah d'Alexandre Arcady : Coco

### Télévision
- 2004 : Les Cordier, juge et flic (série télévisée) : Lucas Maldini (le neveu de Lucia Cordier)
- 2008 : Roméro et Juliette (téléfilm) : Patrice Roméro
- 2015 : Nos chers voisins (série télévisée), prime-time Nos chers voisins fêtent les vacances : Cochon sauvage, scout corse
- 2023 : Capitaine Marleau (série télévisée), épisode Grand Hôtel de Josée Dayan : Ludo

## Théâtre
- 2011 : Mon meilleur copain, d'Éric Assous, mise en scène Jean-Luc Moreau,  Théâtre des Nouveautés